# تشارلي وات
تشارلي وات هو سياسي كندي، ولد في 29 يونيو 1944 في كوجواك في كندا. نشط حزبياً في الحزب الليبرالي الكندي (29 يناير 2014 – 29 يناير 2014). وقد انتخب عضو مجلس الشيوخ الكندي ‏ (16 يناير 1984 – 16 مارس 2018).